# Вибори до Європейського парламенту в Литві 2009
Вибори Європарламенту в Литві в 2009 році проходили 7 червня. На виборах визначилися всі 12 депутатських місць Литви в Європарламенті (раніше Литва була представлена в Європарламенті 13 депутатами). Явка на виборах склала 20,98% і була однією з найнижчих в Євросоюзі.

## Результати
| Партія                                           | Голосів          | Місць | Δ   |
| ------------------------------------------------ | ---------------- | ----- | --- |
| Союз Вітчизни — Литовські християнські демократи | 147 756 (26,16%) | 4     | ▲ 2 |
| Соціал-демократична партія Литви                 | 102 347 (18,12%) | 3     | ▲ 1 |
| Порядок і справедливість                         | 67 237 (11,90%)  | 2     | ▲ 1 |
| Партія праці                                     | 48 368 (8,56%)   | 1     | ▼ 4 |
| Виборча акція поляків Литви                      | 46 293 (8,20%)   | 1     | ▲ 1 |
| Рух лібералів Литовської Республіки              | 40 502 (7,17%)   | 1     | ▲ 1 |